# Angelo della morte

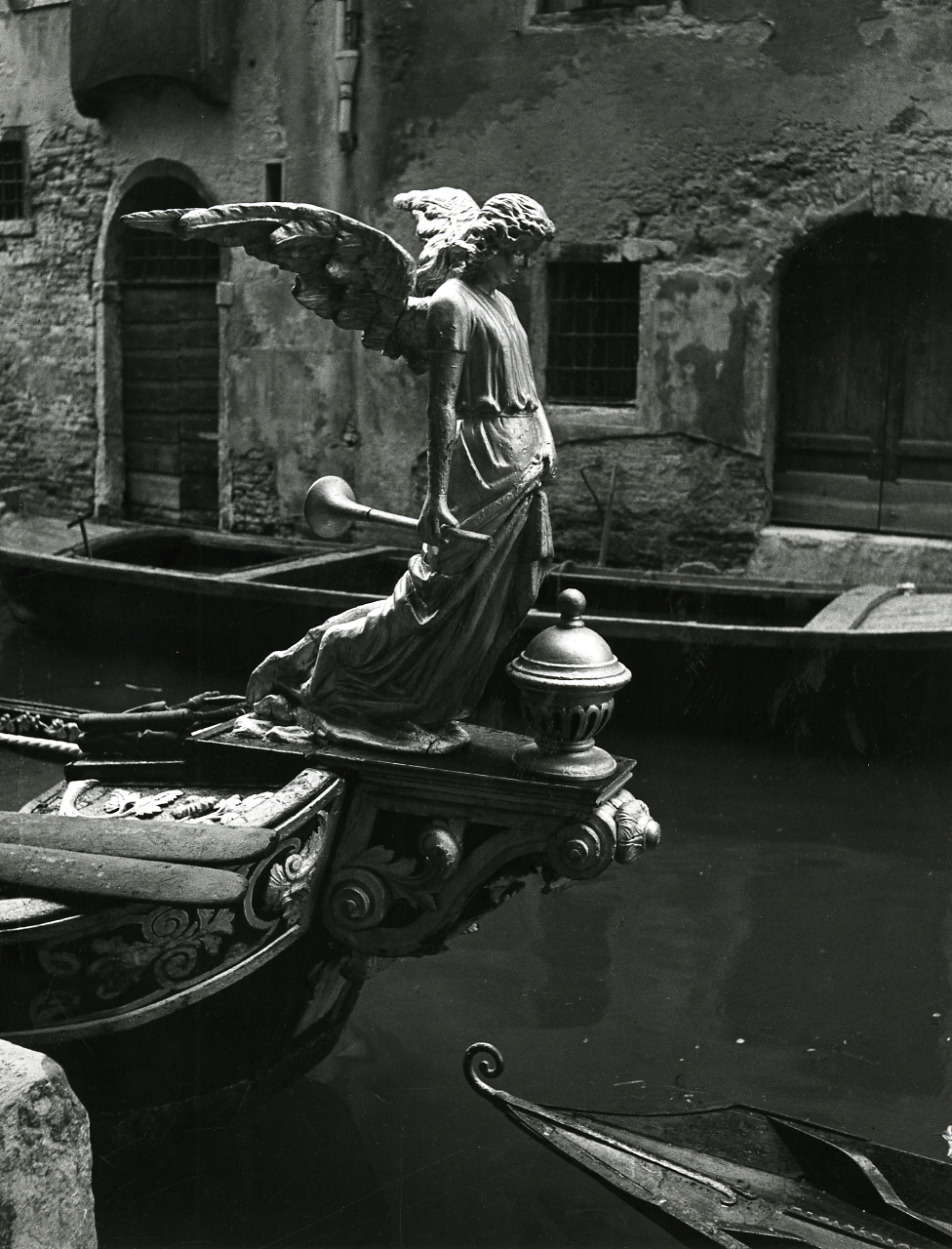
L'Angelo della morte, scultura facente parte di una imbarcazione funeraria a Venezia. Foto di Paolo Monti, 1951.

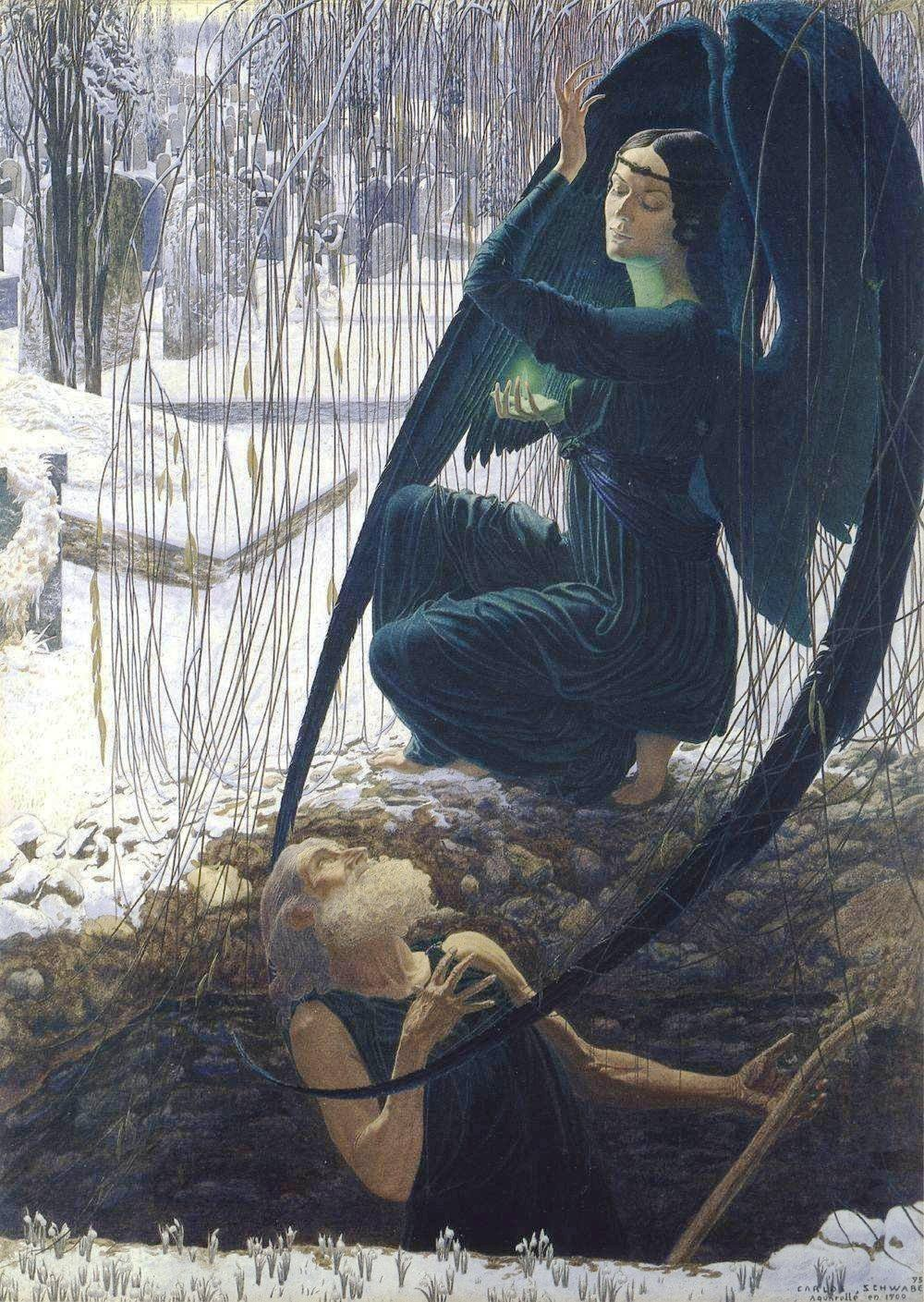
"La morte del becchino" di Carlos Schwabe

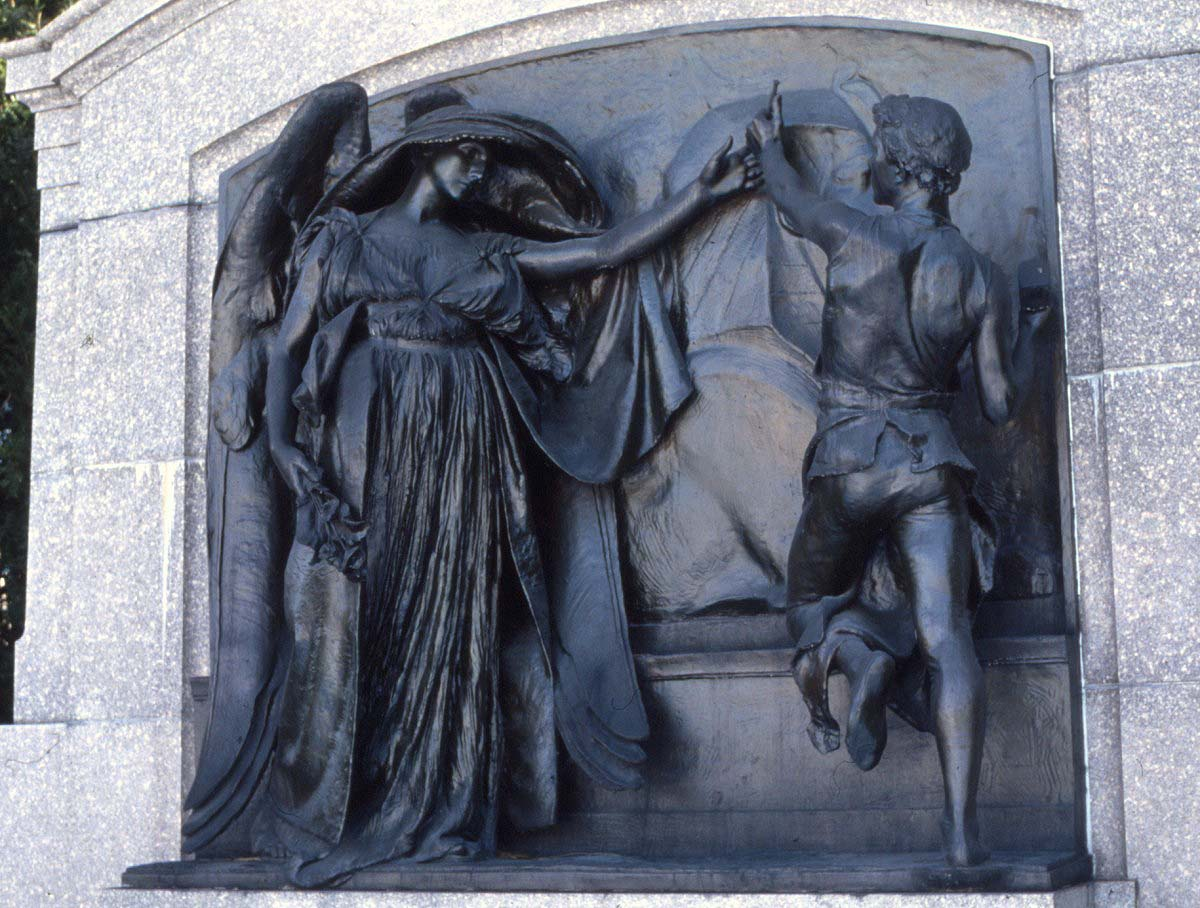
"La morte e lo scultore", scultura in bronzo di Daniel Chester French al Forest Hills Cemetery, Boston, 1893.

Un angelo della morte (o angelo sterminatore o angelo distruttore) è una figura soprannaturale che ricorre nella Bibbia e nelle tradizioni delle religioni abramitiche. È inteso come un angelo che porta la morte alle persone, accompagna il defunto nell'aldilà ed eventualmente lo giudica. 
Nella letteratura, gli angeli della morte sono spesso utilizzati per indicare qualsiasi personificazione della morte e, in senso figurato, anche coloro che sono coinvolti nell'uccisione volontaria dei malati, la cui morte è da loro considerata inevitabile. L'incontro con un angelo della morte o il suo avvistamento rappresentano quindi un pericolo per la vita o un'esperienza di pre-morte.

## Nella Bibbia ebraica
Senza specificare il nome, l'Antico Testamento menziona in due passi l'opera di un angelo, incaricato di eseguire una punizione divina:
- 2Samuele 24,15-16: tre giorni di pestilenza che uccisero 70 000 israeliti;
- 2Re 19,35: 185 000 soldati siriani morti in una sola notte, nemici di Israele

Si tratta, per numero di vittime, di una delle peggiori stragi della storia di Israele, che non furono superate da nessun'altra battaglia narrata nella Scrittura.
La funzione della credenza negli angeli nella bibbia e in generale nel giudeo-cristianesimo è di evitare immagini antropomorfe di un Dio, unico e trascendente. Per questo motivo anche altri passi in cui Dio punisce sono interpretati supponendo che l'esecuzione sia delegata all'angelo sterminatore. L'esempio principale è l'uccisione dei primogeniti egiziani (Es 11,4 e 12,29).

## Nel cristianesimo
Nell'Apocalisse, troviamo sette trombe che sono suonate da altrettanti angeli, cui corrispondono altrettanti flagelli dell'umanità. Nel corso del quinto flagello, che tormenta i peccatori senza ucciderli, le truppe demoniache sono guidate dall'angelo "dell'Abisso", il cui nome ebraico e greco era "Abaddon" e "Apollyon", nomi tradotti con "sterminatore" o "distruttore".
Nella tradizione cristiana l'Arcangelo Michele è l'angelo psicopompo che conduce le anime alla ricompensa o alla punizione eterna.

## Nell'ebraismo talmudico
Nelle scritture rabbiniche sono nominati diversi angeli della morte:
- Af
- Adriel
- Apollyon-Abaddon
- Azrael
- Hemah
- Kafziel
- Kezef
- Leviatano
- Malach ha-mavet
- Mashhit
- Metatron
- Samael
- Yehudiah
- Yetzer hara

## Nell'Islam
La tradizione islamica conosce Azrael nonché Munkar e Nakīr come angeli della morte.